# France aux Jeux mondiaux de 1981
Cet article contient des informations sur la participation et les résultats de la France aux Jeux mondiaux de 1981 à Santa Clara (Californie) aux États-Unis.

## Médailles

### Or
| Sport              | Discipline                   | Sportifs           |
| Médailles d'or : 7 |                              |                    |
| Bodybuilding       | Poids mi-lourds Hommes       | Jacques Neuville   |
| Bowling            | Individuel Femmes            | Liliane Grégori    |
| Nage avec palmes   | 100 mètres en surface Femmes | Anne Menguy        |
| Nage avec palmes   | 200 mètres en surface Femmes | Anne-Marie Rouchon |
| Nage avec palmes   | 400 mètres en surface Femmes | Anne-Marie Rouchon |
| Nage avec palmes   | 800 mètres en surface Femmes | Anne-Marie Rouchon |
| Ski nautique       | Figures Hommes               | Patrice Martin     |

### Argent
| Sport                  | Discipline                     | Sportifs          |
| Médailles d'argent : 6 |                                |                   |
| Bodybuilding           | Poids légers Femmes            | Josée Baumgartner |
| Karaté                 | Kumite -70 kg Hommes           | Bernard Bilicki   |
| Karaté                 | Kumite open Hommes             | Marc Pyrée        |
| Nage avec palmes       | 100 mètres en immersion Femmes | Anne Menguy       |
| Nage avec palmes       | 200 mètres en surface Femmes   | Anne Menguy       |
| Nage avec palmes       | 800 mètres en surface Femmes   | Marion Collot     |

### Bronze
| Sport                   | Discipline                     | Sportifs           |
| Médailles de bronze : 6 |                                |                    |
| Karaté                  | Kumite -75 kg Hommes           | Christian Gauze    |
| Karaté                  | Kumite open Hommes             | Claude Pettinella  |
| Nage avec palmes        | 50 mètres en apnée Femmes      | Anne Menguy        |
| Nage avec palmes        | 100 mètres en immersion Hommes | Thierry Lasbleye   |
| Nage avec palmes        | 100 mètres en surface Femmes   | Anne-Marie Rouchon |
| Nage avec palmes        | 200 mètres en surface Femmes   | Marion Collot      |